# Collégiale Saint-Étienne de Hombourg-Haut
Pour les articles homonymes, voir Église Saint-Étienne et Saint-Étienne (homonymie).
La collégiale Saint-Étienne de Hombourg-Haut est une ancienne collégiale située sur la commune française de Hombourg-Haut dans le département de la Moselle et la région Grand Est. Elle a été construite entre les XIIIe siècle et XVe siècle.
Elle fait l’objet d’un classement au titre des monuments historiques depuis le 16 février 1930.

## Histoire
La construction de la collégiale Saint-Étienne fait suite à la fondation, en 1254, d’un collège de treize chanoines. Elle débute à la fin du XIIIe siècle à l’emplacement vraisemblable de l‘ancienne église paroissiale dont la chapelle Saint-Nicolas serait le vestige. Un cloître était adjoint à la collégiale, mais il fut détruit par l’incendie de 1632 qui ravagea également la toiture de la collégiale.
Le 20 juillet 2017 une cérémonie célébra la fin d'un important programme de travaux de restauration qui a concerné :
- les façades : 2035 m2 de surface nettoyée, 8370 mètres de joints sur vieilles pierres repris, 18,5 m2 de pierres changées,
- le clocher : réfection d'une assise du beffroi des cloches, remplacement des moteurs de volée des quatre cloches, remplacement du cadre,
- la révision de la toiture (1524 m2).

## Architecture

### Aspect général

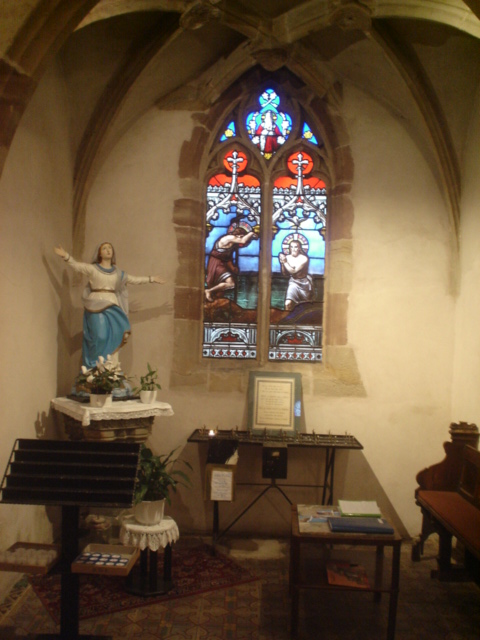
La petite chapelle des Bayers et son vitrail du XIXe.

La collégiale est édifiée en grès des Vosges et couverte d'ardoises. En forme de croix latine, elle est composée d'une nef, bordée de bas-côtés, d'un transept, d'un chœur et flanquée de deux chapelles latérale :
- La chapelle de semaine, dédiée à saint Nicolas, qui est située dans l'angle formé par le chœur et le bras sud du transept ;
- La chapelle dite des Bayer, le long du bas-côté sud.

### Vitraux
Les vitraux de la collégiale sont tous postérieurs à la Seconde Guerre mondiale, la plupart ayant été réalisés par l'artiste Jean-Henri Couturat en 1955. Seul le vitrail de la chapelle des Bayer date du XIXe siècle.

#### Les vitraux du chœur

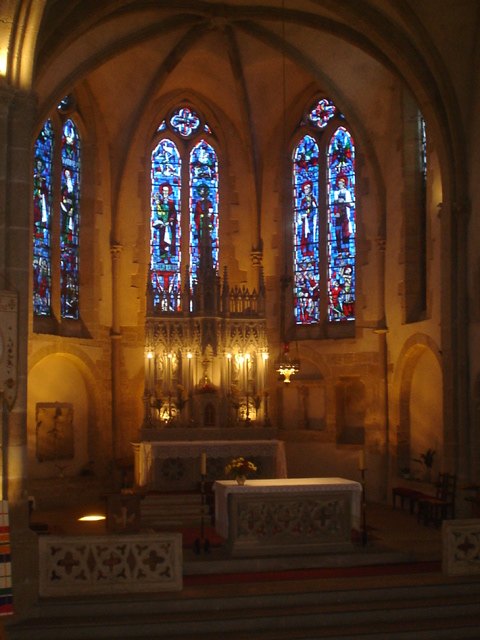
Le chœur de la Collégiale.

Le chœur de l'église est orné de huit vitraux. Ces vitraux représentent, au centre, les apôtres saint Pierre et saint Paul, entourés par les quatre évangélistes Luc et Matthieu à gauche, Marc et Jean. Enfin de chaque côté un vitrail, qui n'est pas visible depuis le reste de l'église, symbolise à l'extrémité gauche la Vierge Marie, à l'extrémité droite l'Eucharistie.

## Musique en la collégiale
la Société chorale Saint Étienne chante régulièrement pour les offices religieux qui ont lieu dans la collégiale et se produit également en concert.

### Grandes Orgues
La collégiale disposait très tôt dans son histoire d'un orgue disposé en tribune. L'orgue actuel fut construit en 1847 par Pierre Rivinach. Il fut agrandi en 1908 par la célèbre maison Dalstein-Haerpfer de Boulay. Il fut entièrement restauré en 1992 par Michel Gaillard de la manufacture d'orgues Aubertin. Une association des amis des orgues s'est constituée pour permettre cette restauration ; elle veille toujours à son entretien. Elle est présidée par l'organiste Philippe Delacour. L'instrument est utilisé pour le culte mais également fréquemment pour des concerts. Il passe pour un des plus beaux orgues de l'est de la France.

### Grands concerts en la collégiale
L'édifice religieux a été au cœur de la vie musicale de Hombourg-Haut. Entre 1947 et 1980 des concerts y sont donnés par l'Harmonie des Houillères du Bassin de Lorraine ainsi que par l'Orchestre symphonique de Metz jusqu'en 1976, puis par l'Orchestre national de Lorraine.
Depuis 1990, la collégiale Saint Étienne abrite la plupart des Rencontres musicales organisées par le Chœur d'hommes de Hombourg-Haut ainsi que les concerts qui ont lieu dans le cadre du Festival international Théodore Gouvy.